# بخش اگونو-ویسامبورگ
بخش اگونو-ویسامبورگ (به فرانسوی: Arrondissement de Haguenau-Wissembourg) یک بخش در فرانسه است که در با-رن واقع شده‌است.